# Deltebre
Pour les articles homonymes, voir Ebre (homonymie) et delta (homonymie).

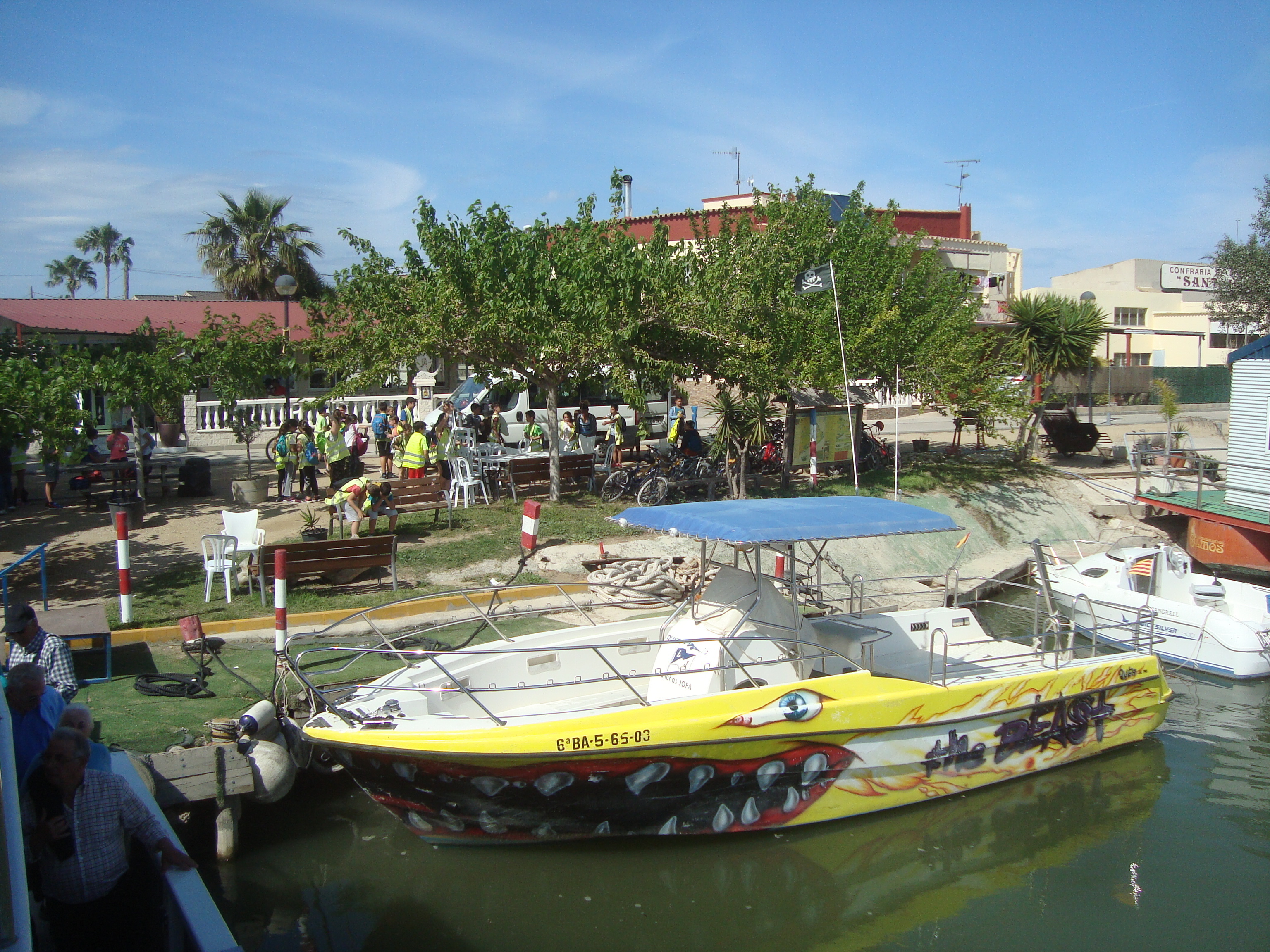
Deltebre

Deltebre est une commune de la comarque du Baix Ebre dans la province de Tarragone en Catalogne (Espagne)
Ce lieu est très particulier puisqu'il s'agit en fait d'un delta, l'endroit où l'Ebre, le principal fleuve espagnol, se jette dans la mer méditerranée (d'où le nom de Deltebre).

## Géographie
Deltebre est localisée entre Barcelone et Valence à proximité de la ville de Tortosa, dans le sud de la province de Tarragone, la partie sud de la Catalogne.
En dehors des habitations, le delta ressemble à un grand marais cultivé en rizière sur des centaines d'hectares, avec de nombreux canaux.
Il y a également des plages (Riumar, La Marquesa...), des lagunes typiques, un port et l'embouchure.

## Historique
Les premiers habitants dans le delta auraient été les musulmans et, à priori, les premières véritables habitations remonteraient au XVIIIe siècle.
Le "noyau historique" se crée autour de l'église de San Miguel de la Cava construite en 1818.
Deux bourgs principaux se dégagent dans le delta : la Cava et Jesús i Maria.
Puis le delta s'est développé, notamment avec la culture du riz depuis la fin du XIXe siècle à l'époque de la construction du canal de l'Ebre.
À l'origine, le delta de l'Ebre, y compris les 2 villages (La Cava et Jesús i Maria) faisait partie de Tortosa, la ville voisine.
Mais ces deux communes se sont séparées de Tortosa en 1977. Peu après, La Cava et Jesús i Maria se sont réunies en Deltebre en 1981, qui est donc comparable à un regroupement de commune, un arrondissement ou plutôt un canton en France.
Le parc naturel du delta de l'Èbre est créé en 1983.

## Économie
Hormis les services présents dans les bourgs, la quasi-monoculture du riz (une coopérative est d'ailleurs créée en 1955) est presque emblématique de Deltebre même s'il y a encore quelques "huertas".
Le tourisme est également prégnant avec le parc naturel du delta de l'Èbre (delta del Ebro, parc de 7800 ha) dans l'une des plus grandes zones humides d'Europe avec une très grande richesse écologique (faune et flore). Les activités liées au tourisme (restaurants, locations, promenade fluviale, visite de l'embouchure, plage...) sont donc très importantes pour Deltebre.
La pêche est aussi encore pratiquée.

### Lien externe

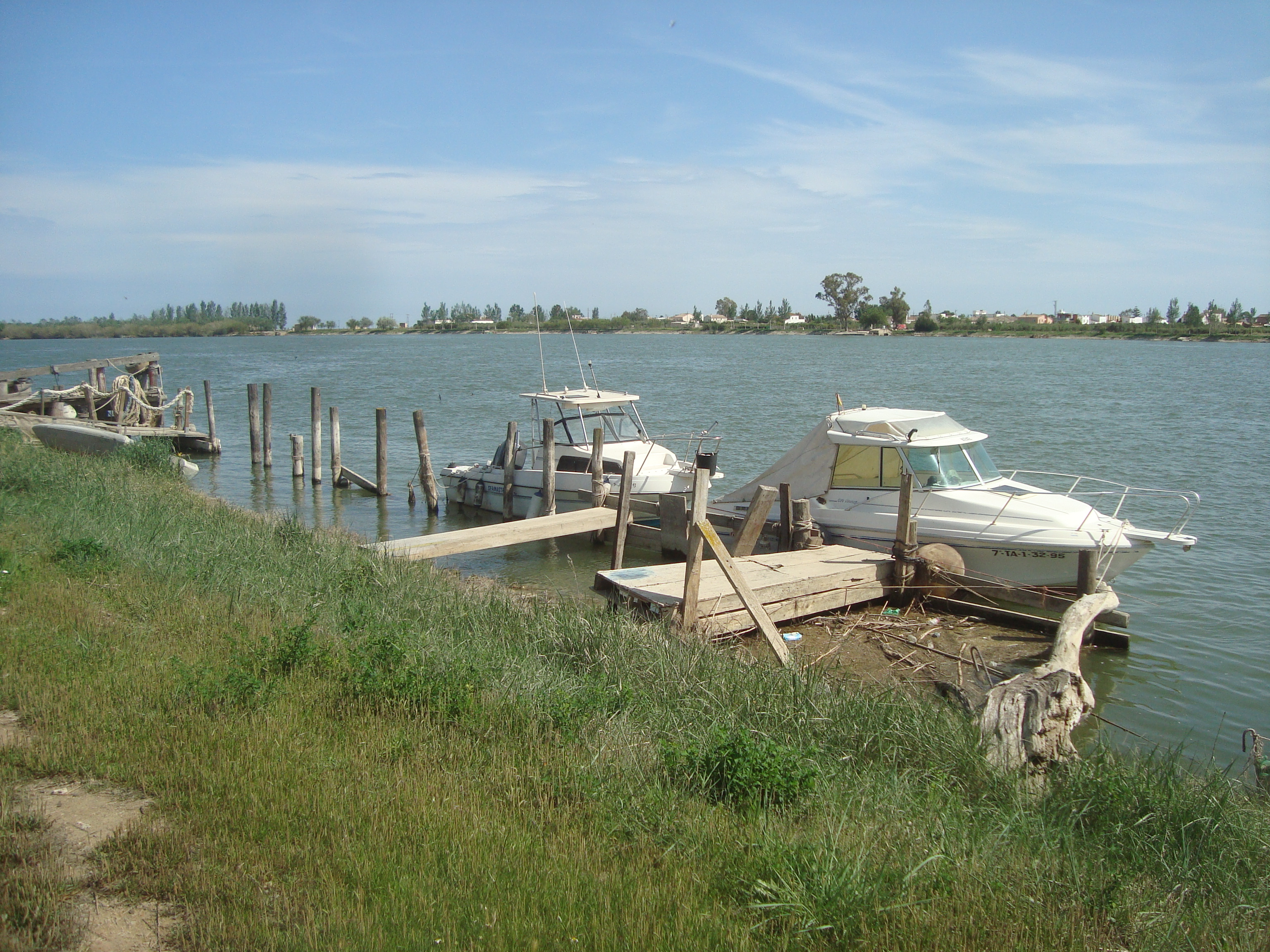
Riu Ebre (Deltebre, Tarragona)

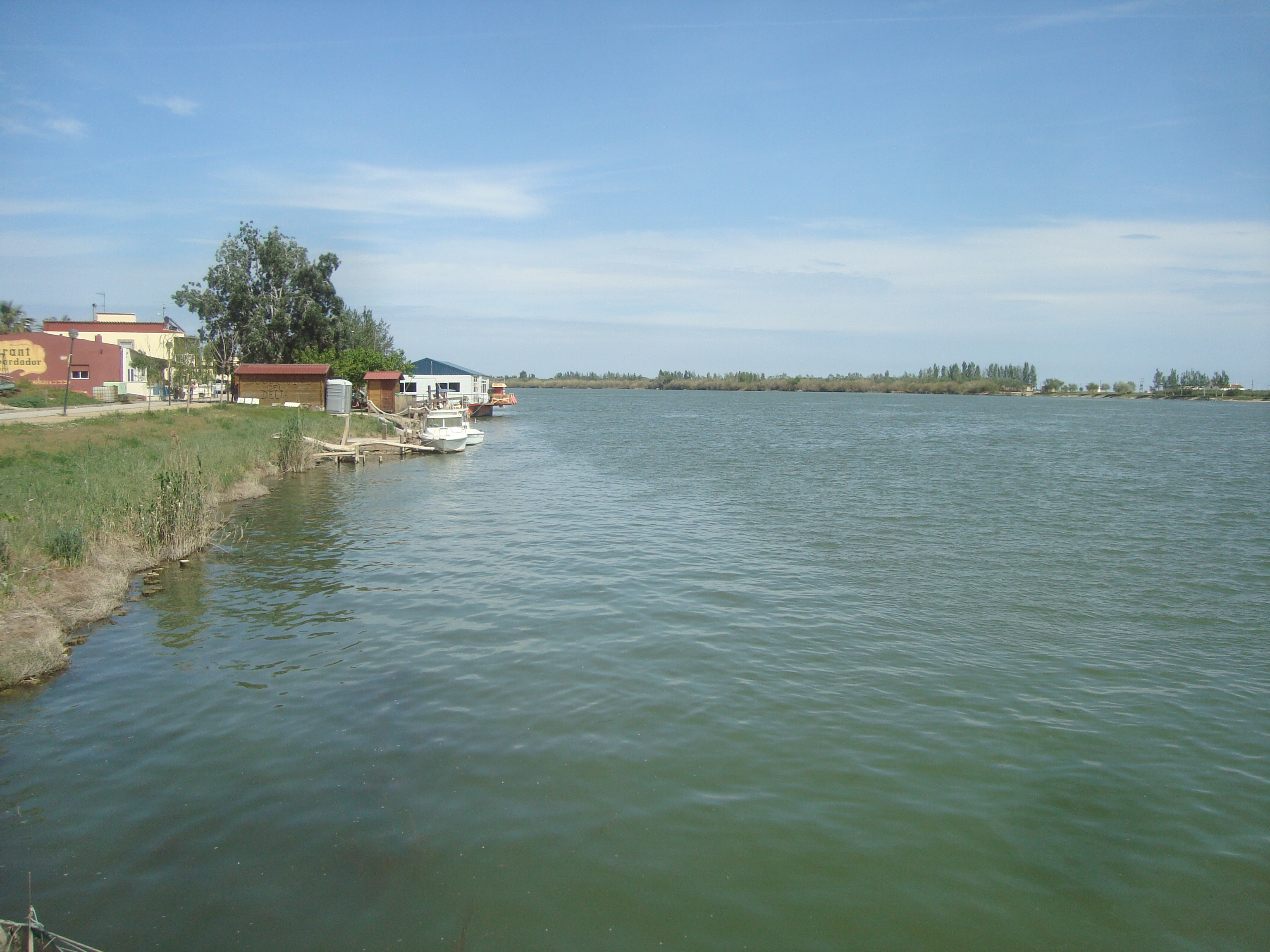
Río Ebro y Deltebre (Tarragona)